# Michaela Trimpop
Michaela Trimpop (* 21. Juli 1971) ist eine ehemalige deutsche Fußballspielerin.

## Karriere
Trimpop stieß zur Saison 1991/92 als Abwehrspielerin zum TuS Niederkirchen. In der zweiten Saison der zweigleisigen Bundesliga ging sie mit ihrer Mannschaft als Zweitplatzierter der Gruppe Süd hervor und war damit – wie auch der Erstplatzierte FSV Frankfurt – für die Endrunde um die Deutsche Meisterschaft qualifiziert. Im Halbfinale, das in Hin- und Rückspiel ausgetragen wurde, verlor ihre Mannschaft im Gesamtergebnis mit 1:4 gegen den späteren Deutschen Meister TSV Siegen.
Am Saisonende 1992/93 ging ihr Verein als Sieger der Gruppe Süd mit sieben Punkten vor dem FSV Frankfurt hervor. Im Halbfinale, das in Hin- und Rückspiel ausgetragen wurde, gewann sie mit ihrer Mannschaft im Gesamtergebnis mit 5:4 gegen Grün-Weiß Brauweiler, dem Zweitplatzierten der Gruppe Nord.
Das am 20. Juni 1993 im Waldstadion von Limburgerhof vor 5000 Zuschauern ausgetragene Finale gegen den TSV Siegen, wurde dank zweier Tore von Heidi Mohr – nach einem 0:1-Rückstand durch Silvia Neid – mit 2:1 n. V. gewonnen.

## Erfolge
- Deutscher Meister 1993